# Полынь малоцветковая
Полы́нь малоцветко́вая, или полы́нь чёрная (лат. Artemisia pauciflora) — вид полукустарничков рода Полынь (Artemisia) семейства астровых (Asteraceae).

## Ботаническое описание
Низкий полукустарничек с вертикальным деревянистым корнем и щёткой прутьевидных побегов, до 25 см высотой Листья зеленые, или серо-зелёные от покрывающих их слабо курчавых волосков, нижние с черешком, средние и верхние — сидячие, дважды- — триждыперистые, 1—3 см длиной. Конечные дольки линейно-ланцетные или ланцетные 2—3 мм длиной. Имеет период жаропокоя, свойственный только полыням группы Pauciflorae, во время которого листья полностью засыхают, обнажая тёмно-бурые, черноватые стебли, благодаря чему растение и получило своё название — «чёрная полынь». Соцветие метельчатое, рыхлое, сжатое, с малочисленными веточками, растущими косо вверх. Корзинки сравнительно мелкие, обращены вверх, 3-х цветковые, цилиндрические до 2 мм длиной и 1—1.5 мм шириной. Цветоложе голое.
Число хромосом 2n=18.

## Распространение
Характерный вид подзоны северных пустынь. Распространена в Казахстане, Узбекистане, на Кавказе, а также на территории России от юго-восточных районов европейской части и за Уралом, достигая Алтая.
Обитает по берегам солёных озёр в сухих степях, полупустынях, полынных и полынно-солянковых северо-туранских пустынях. Встречается на солонцах, сухих (автоморфных) солончаках, образуя чернополынные сообщества с другими галофитами, главным образом из семейства маревые и галофильными злаками. В чернополынниках нередко занимает позицию содоминанта, или даже доминанта, являясь эдификатором таких сообществ.

## Практическое применение
Считается ценным кормовым растением для мелкого скота и верблюдов.

## Охрана
Вид охраняется в России, занесен в Красную книгу Республики Башкортостан.

## Таксономия
Artemisia pauciflora Weber ex Stechm. Dissertatio inauguralis botanico medica de Artemisiis. 26. 1775.
Синоним
Seriphidium pauciflorum (Weber ex Stechm.) Poljakov Труды бот. инст. Акад. наук Казахск. ССР 11: 175. 1961.